# Aclopus
Aclopus (лат.) — род жесткокрылых семейства пластинчатоусых, подсемейства Aclopinae.

## Распространение
В роде описаны шесть видов из Бразилии и Аргентины.

## Систематика
В составе рода:
- вид: Aclopus brunneus Erichson, 1835
- вид: Aclopus intermedius Blanchard, 1850
- вид: Aclopus parvulus Chaus, 1910
- вид: Aclopus robustus Arrow, 1909
- вид: Aclopus vittatus Erichson, 1835
- вид: Aclopus wuenschei Ohaus, 1912